# Los europeos

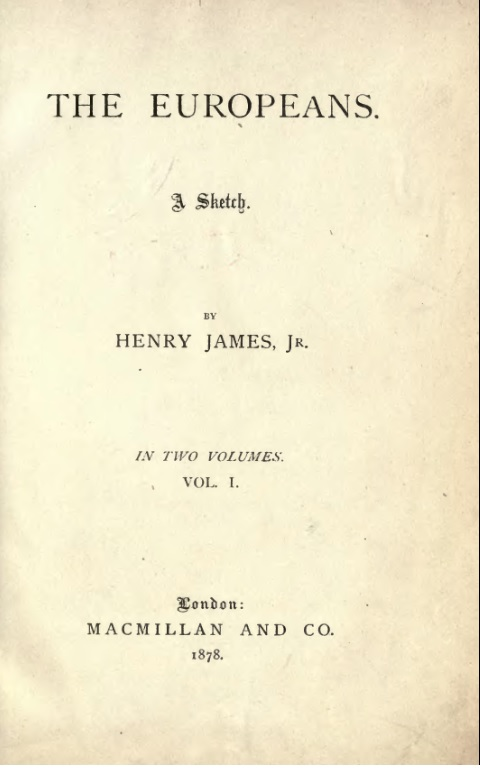
Página uno de la primera edición

Los europeos (título original en inglés: The Europeans) es una novela corta del autor norteamericano Henry James (1843-1916) publicada en 1878. Básicamente se trata de una comedia que contrasta los comportamientos y actitudes de dos visitantes europeos con los de sus parientes norteamericanos en Nueva Inglaterra. La novela apareció por primera vez como serial en The Atlantic Monthly entre julio y octubre de 1878. James posteriormente realizó numerosas revisiones menores sobre esta primera publicación del libro.

## Argumento de la obra
La historia comienza en Boston, Nueva Inglaterra, a mediados del siglo diecinueve, y describe la experiencia de dos hermanos europeos, protagonistas de la obra (Felix Young y su hermana mayor Eugenia Münster) que viajan desde el Viejo al Nuevo Mundo. Eugenia se habría casado en Alemania en matrimonio morganático con el príncipe Adolf of Silberstadt-Schreckenstein, el hermano menor del príncipe reinante, quien se vería actualmente apremiado por su familia para anular su matrimonio por razones políticas. Debido a esto, Eugenia y Felix habrían decidido viajar a América y encontrarse con sus parientes lejanos, de modo de poder ganar fortuna con una que otra unión familiar conveniente.
Todos los primos viven en una localidad rural, ubicada en los alrededores de Boston, y disponen de una gran cantidad de tiempo libre. El primer encuentro con ellos estaría marcado por una sorpresiva visita de Felix. La familia es del tipo puritano, dirigida por el jefe de hogar y padre de familia (Mr. Wentworth), radicalmente distante de los hábitos europeos.
A diferencia de Felix, Eugenia no se muestra realmente interesada en compartir su tiempo con aquel círculo. No le agrada visitarlos ni tampoco le agradan las muchachas Wentworth. Su hermano Felix, en cambio, aparece complacido e interesado en Charlotte y, especialmente, Gertrude, de quienes pintará retratos en los jardines de la casa.

## Relevancia de la obra
Alasdair MacIntyre, en su "Tras la virtud", vincula el argumento de la obra a una idea general en el proyecto literario de James. La idea constaría en tratar de enfatizar la distinción entre un medio completo en que ha triunfado el modo manipulador del instrumentalismo moral, y un medio en que esto aún no ocurriría; contraste que se correspondería respectivamente con el contexto de los parientes extranjeros, Felix y Eugenia, y el de la familia Wentworth, que respondería todavía a los cánones o patrones de una genuina comunidad moral.

## Filmografía
- En 1979 el cineasta James Ivory filmó una adaptación de la obra de James, titulada igualmente The Europeans.

## Citas
1. ↑  Alasdair MacIntyre, "Tras la virtud", p. 42